# DM i håndbold 1951-52 (mænd)
Danmarksmesterskabet i håndbold for mænd 1951–52 var det 16. Danmarksmesterskab i håndbold for mænd afholdt af Dansk Håndbold. Mesterskabet blev afviklet som en landsdækkende liga (1. division) bestående af ti hold, som for første gang afvikledes som en dobbeltturnering alle-mod-alle. Indtil da var 1. division blevet spillet som en enkeltturnering. Turneringen blev vundet af IF Ajax, som dermed vandt mesterskabet for syvende gang. Sølvmedaljerne gik til de forsvarende mestre Helsingør IF, mens bronzemedaljerne blev vundet af AGF.
Ajax' hold bestod af Kaj Orla Jensen, Børge Hansen, Oscar Clausen, Svend Zabell, Egon Gundahl, Bent Jakobsen, Werner Duekjær, Svend Aage Madsen, Jørgen Simon Larsen, Arne Rasmussen og Arne Jensen.

## Danmarksturneringen

### 1. division
Ti hold spillede en dobbeltturnering alle-mod-alle. De to lavest placerede hold rykkede ned.
| Nr | Hold              | K  | V  | U | T  | Mf  |   | Mi  | +/-  | P                            |
| -- | ----------------- | -- | -- | - | -- | --- | - | --- | ---- | ---------------------------- |
| 1  | IF Ajax           | 18 | 15 | 0 | 3  | 241 | – | 167 | +74  | 30                           |
| 2  | Helsingør IF (M)  | 18 | 13 | 0 | 5  | 304 | – | 210 | +94  | 26                           |
| 3  | AGF               | 18 | 11 | 1 | 6  | 213 | – | 226 | −13  | 23                           |
| 4  | KH                | 18 | 8  | 2 | 8  | 244 | – | 248 | −4   | 18                           |
| 5  | USG               | 18 | 8  | 1 | 9  | 203 | – | 211 | −8   | 17                           |
| 6  | Vejlby-Risskov IK | 18 | 8  | 1 | 9  | 210 | – | 208 | +2   | 17                           |
| 7  | Tarup HK (O)      | 18 | 7  | 2 | 9  | 221 | – | 249 | −28  | 16                           |
| 8  | HG                | 18 | 7  | 2 | 9  | 229 | – | 231 | −2   | 16                           |
| 9  | Svendborg HK      | 18 | 7  | 1 | 10 | 262 | – | 279 | −17  | 15Nedrykning til 2. division |
| 10 | AIA (O)           | 18 | 1  | 0 | 17 | 200 | – | 300 | −100 | 2Nedrykning til 2. division  |

 K: Kampe spillet, V: Vundne kampe, U: Uafgjorte kampe, T: Tabte kampe, Mf: Mål for, Mi: Mål imod, +/-: Måldifference, P: Point

 
Svendbog HK og AIA rykkede ned i den nydannede 2. division, som derudover fik deltagelse af Aarhus Fremad, Ringsted IF, Nakskov HK, Schneekloth og KFUMs Boldklub.
Nedrykkerne fra 1. division blev erstattet af Efterslægtens Boldklub og Aarhus KFUM.